# Kap Keltie
Kap Keltie ist ein vereistes Kap an der Clarie-Küste des ostantarktischen Wilkeslands. Es liegt 18 km westlich des Kap Cesney.
Die Besatzung des Forschungsschiffs Aurora entdeckte das Kap während der Australasiatischen Antarktisexpedition (1911–1914) unter der Leitung des australischen Polarforschers Douglas Mawson. Mawson benannte es nach John Scott Keltie (1840–1927), Sekretär der Royal Geographical Society von 1892 bis 1915. Die korrekte geographische Position ermittelte der US-amerikanische Kartograf Gardner Dean Blodgett im Jahr 1955 anhand von Luftaufnahmen der Operation Highjump (1946–1947).